# Новое Токсово
Но́вое То́ксово  (фин. Koivukylä — Берёзовая деревня) — посёлок в составе Токсовского городского поселения Всеволожского района Ленинградской области.

## Название
Семантика финского названия: фин. koivu «береза» + фин. kylä «деревня». Ойконим известен с конца XV века в форме Берёзово.
Деревня Койвукюля была полностью выселена и разобрана в 1936—1940 годах под нужды Ржевского полигона, лишь в двух частях деревни (Кякесенмяки и Лассымяки) остались старые дома. В послевоенное время сохранившаяся часть деревни была переименована в Новое Токсово.

## История
Первое картографическое упоминание происходит в 1834 году на карте Санкт-Петербургской губернии Ф. Ф. Шуберта, это хутор Раколайсен-мяки, большой деревни Койвукюля, состоящей из нескольких хуторов, разбросанных вокруг озера Лайдака (Лайдика).

КОЙВУКЮЛЯ —  деревня принадлежит графу Александру Остерману Толстому, жителей по ревизии: 74 м. п., 88 ж. п.; (1838 год)

На этнографической карте Санкт-Петербургской губернии П. И. Кёппена 1849 года обозначены три смежных деревни «Koiwukylä», расположенные в ареале расселения эвремейсов. В пояснительном тексте к этнографической карте указаны две деревни Koiwukylä (Койвукюля), одна у озера Тинуксеньярви: 70 м. п., 110 ж. п., всего 180 человек, вторая у озёр Хенеярви, Мустаярви и Лайдака: 250 м. п., 270 ж. п., всего 520 человек.

КЮЙВУКЮЛЯ — деревня гр. Остермана-Толстого, по просёлкам, 39 дворов, 73 души м. п. (1856 год)

Число жителей деревни по X-ой ревизии 1857 года: 249 м. п., 289 ж. п..

КУЙВЮКЮЛЯ — (Состоит из хуторов: Курмисенмякки, Кякисенмякки, Нуйянмякки, Ожугасенмякки, РАКОЛАЙНЕМЯККИ, Райконемякки) деревня комендантского ведомства при озёрах Лайдико-Лассын и Ламми, всего: 95 дворов, 226 м. п., 254 ж. п.; (1862 год)

Согласно подворной переписи 1882 года в деревне проживала 91 семья, число жителей: 241 м. п., 266 ж. п.; лютеране: 209 м. п., 232 ж. п.; разряд крестьян — ведомства Санкт-Петербургского коменданта. В 1882 году, по данным Материалов по статистике народного хозяйства, 36 крестьянских дворов в деревне (или 39 % всех дворов), занимались метёлочным промыслом.

КЮЙВУКЮЛЯ (КИРКОНКЮЛЯ) — состояла из поселков: Ряйгозенмяки (Ряйкоземяки), РАККОЛАЙЗЕМЯКИ, Лассымяки, Куришденмяки (Нурмиземяки), Нуйямяки, Рузиланмяки (Рузиламяки), Хамеляйземяки, Меликомяки (Меликянмяки).

РАККОЛАЙЗЕМЯКИ — посёлок, на земле второго сельского общества 9 дворов, 27 м. п., 28 ж. п., всего 55 чел. (1896 год)

В конце XIX — начале XX века административно относился к Токсовской волости 2-го стана Шлиссельбургского уезда Санкт-Петербургской губернии. Население деревни было однородным — финским.
В 1906 году в деревне открылась земская школа с преподаванием на финском языке. Учителями в ней работали выпускники Колпанской семинарии О. Ряйккёнен и А. Весикко.
В 1910 году в деревне открылась вторая школа. Учителем в ней работала «госпожа Ряйккёнен (русская)».
С 1 января 1924 года в состав деревни Койвукюля включены деревни: Лассимякки, Меллекемякки, Нуйямякки, Нурмисенмякки, Райкосенмякки-1 (Райкезенмякки-1), Райкколайсенмякки, Русинмякки (Рузинмякки) и Хямяляйзенмякки.
Согласно переписи населения СССР 1926 года большая деревня Койвукюля Койвукюльского сельсовета Токсовской волости Ленинградского уезда состояла из деревень: Аудиомяги, Кякесенмяги, Лассинмяги, Мелликанмяги, Нуиянмяги, Нурмисенмяги, Раколайсенмяги, Ряйкесенмяги, Русинмяги, Хямяляйсенмяги, общей численностью населения 823 человека. Абсолютное большинство населения составляли ингерманландцы, а также в единичном количестве были представлены русские, финны и эстонцы.
До 1936 года — место компактного проживания ингерманландских финнов. В течение мая-июля 1936 года жители деревни были выселены в восточные районы Ленинградской области. Выселение гражданского населения из приграничной местности осуществлялось в Бабаевский, Боровичский, Вытегорский, Кадуйский, Ковжинский, Мошенской, Мяксинский, Пестовский, Петриневский, Пришекснинский, Устюженский, Хвойнинский, Чагодощенский, Череповецкий и Шольский районы. В настоящее время они входят в состав Вологодской и Новгородской областей.

Деревня Койвукюля на карте 1940 года

Переименование Койвукюля (тогда Койвокюля) в Новое Токсово произошло после войны.
Кроме того, как Новое Токсово на картах 1940—1980-х годов обозначались деревни Лассымяки, Хумоземяки и Тинуксамяки.
В 1954 году население деревни составляло 102 человека.
По данным 1966, 1973 и 1990 годов посёлок Новое Токсово находился в административном подчинении Токсовского поселкового совета.
В 1997 году в деревне проживали 57 человек, в 2002 году — 48 человек (русских — 75%), в 2007 году — 35.

## География
Посёлок расположен в северной части района на автодороге 41К-065 (Санкт-Петербург — Матокса).
Расстояние до административного центра поселения — 6 км.
Посёлок находится к северу от посёлка Токсово на озере Лайдака. Озеро на котором стоит посёлок — бессточное.

## Демография
| 2007 | 2010 | 2017 |
| ---- | ---- | ---- |
| 35   | ↗620 | →620 |

Национальный состав
Согласно данным Всероссийской переписи населения 2021 года в посёлке проживали 496 человек, из них:
 русские — 487, украинцы — 5, киргизы — 1, таджики — 1, другие национальности — 2 человека.

## Инфраструктура
Сейчас посёлок Новое Токсово состоит из двух массивов: старая жилая застройка (ул. Парковая и Командирский пер.) и новая жилая застройка (ул. Нежности).
Вокруг посёлка ведётся активное коттеджное и садоводческое строительство.

## Улицы
Командирский переулок, Нежности, Парковая, Подсобное хозяйство.